# 旧州镇 (沧县)
旧州镇，是中华人民共和国河北省沧州市沧县下辖的一个乡镇级行政单位。

## 行政区划
旧州镇下辖以下地区：
东关村、北关村、东庞家河村、西庞家河村、王店子村、郭村、王槐庄村、强庄子村、李才高村、贾村、感化屯村、扬店子村、前曹庄村、后曹庄村和大港油田采油三厂社区。